# Enrico di Sassonia-Merseburg
Enrico di Sassonia-Merseburg (Merseburg, 2 settembre 1661 – Doberlug, 28 luglio 1738) fu duca di Sassonia-Spremberg e poi di Sassonia-Merseburg dal 1731 al 1738.

## Biografia
Per dare ai figli minori la possibilità di avere una fonte di sostentamento, li rese titolari del governo di piccole aree del ducato. I lasciti vennero distribuiti prima della sua morte con la possibilità di trasmetterli in eredità ai propri figli. In mancanza di eredi sarebbero tornati al ramo principale della famiglia. A Enrico spettò nell'agosto del 1694 la città di Spremberg con le terre annesse e ci si stabilì con la famiglia.
Enrico diede vita a Spremberg a un eccezionale periodo di mecenatismo artistico.
Fece ampliare e abbellire il castello, che serviva da residenza estiva, dotadolo di tre piani e di due ali ad est e a ovest collegate da una galleria di legno.
Istituì inoltre un parco di divertimenti.
Dopo l'incendio che il 30 luglio 1705 distrusse la città, essa venne interamente costruita con il sostegno economico di Enrico.
Nominò Johann Theodor Roemhildt nel 1726 direttore dell'istituto musicale di corte.
Ordinò allo scultore Johann Michael Hoppenhaupt un Medaillenkabinett su suo disegno, che rappresenta oggi l'unico pezzo di arredamento originale nel museo del castello di Merseburg. Allo scultore affidò inoltre la creazione di altre opere: un padiglione a Lauchstädt nel 1735 e il Oberen Wasserkunst a Merseburg nel 1738.

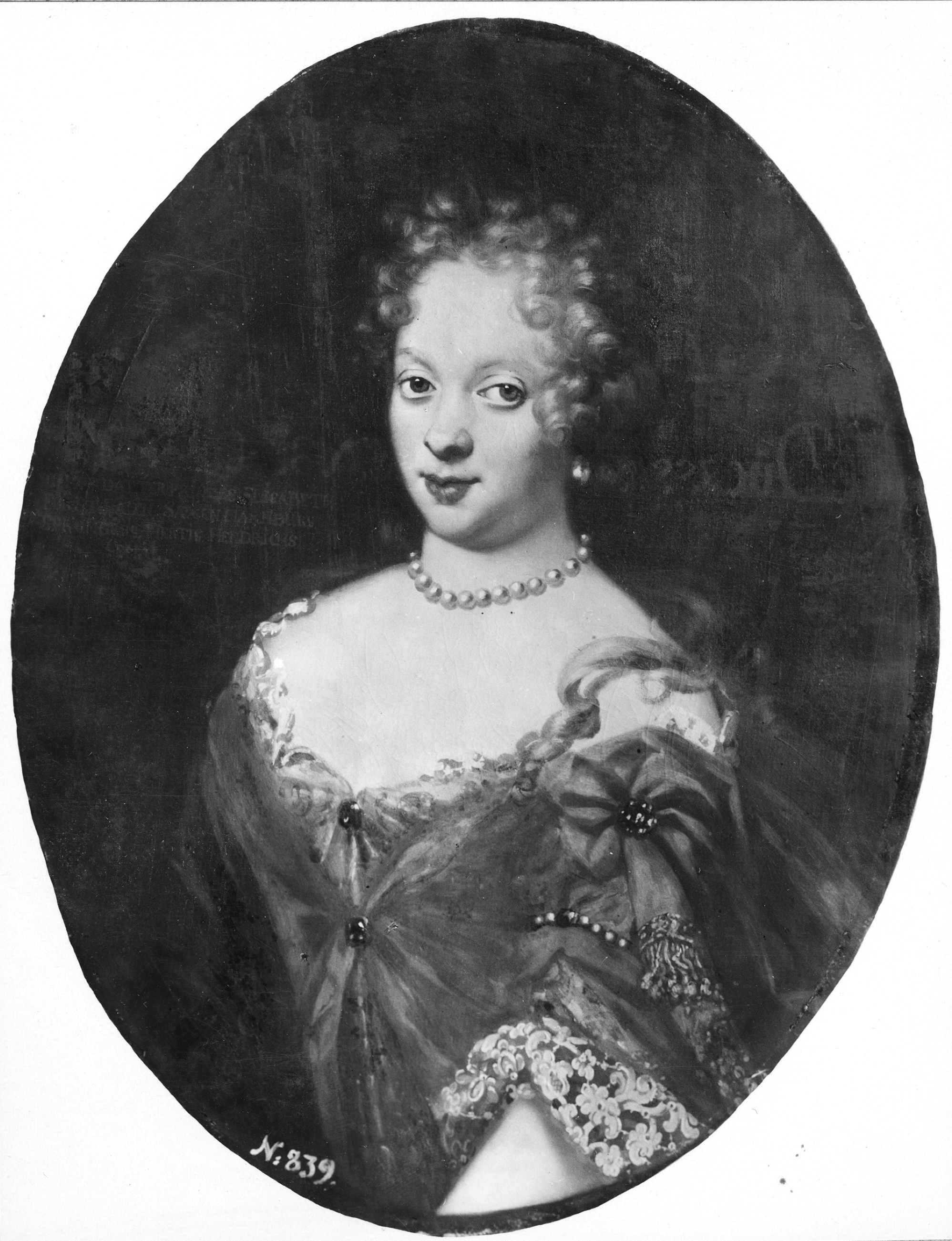
Elisabetta di Meclemburgo-Güstrow

La morte del suo giovane nipote Federico Ermanno nel 1714 rese Enrico erede del ducato di Sassonia-Merseburg. Dopo la morte del nipote Guglielmo Maurizio senza eredi maschi, il 21 aprile 1731 a sessantanove anni Enrico ereditò il ducato.

## Matrimonio e figli
Era figlio del duca Cristiano I di Sassonia-Merseburg e della moglie Cristiana di Schleswig-Holstein-Glücksburg.
Sposò a Güstrow il 29 marzo 1692 la principessa Elisabetta di Meclemburgo-Güstrow che gli diede tre figli:
- Maurizio (29 ottobre 1694-11 aprile 1695);
- Cristiana Federica (Spremberg, 17 maggio 1697-Spremberg, 21 agosto 1722);
- Gustava Maddalena (Spremberg, 2 ottobre 1699-Spremberg, 3 ottobre 1699).

Non avendo avuto figli che sopravvivessero al padre, la linea di Sassonia-Merseburg si estinse alla morte di Enrico e il ducato confluì nell'Elettorato di Sassonia.

## Ascendenza
|                                                           |                                               |                                        | Genitori                                       |  |  | Nonni |  |  | Bisnonni                                   |  |  | Trisnonni                             |  |
|                                                           |                                               |                                        |                                                |  |  |       |  |  | Christian I, principe elettore di Sassonia |  |  | August, principe elettore di Sassonia |  |
|                                                           |                                               |                                        |                                                |  |  |       |  |  | Christian I, principe elettore di Sassonia |  |  | August, principe elettore di Sassonia |  |
|                                                           |                                               | Anna af Danmark                        |                                                |  |  |       |  |  | Christian I, principe elettore di Sassonia |  |  |                                       |  |
| Johann Georg I, principe elettore di Sassonia             |                                               |                                        |                                                |  |  |       |  |  | Christian I, principe elettore di Sassonia |  |  |                                       |  |
|                                                           |                                               | Sophie von Brandenburg                 | Johann Georg, principe elettore di Brandeburgo |  |  |       |  |  |                                            |  |  |                                       |  |
|                                                           |                                               | Sophie von Brandenburg                 | Johann Georg, principe elettore di Brandeburgo |  |  |       |  |  |                                            |  |  |                                       |  |
|                                                           |                                               | Sophie von Brandenburg                 | Sabina von Brandenburg-Ansbach                 |  |  |       |  |  |                                            |  |  |                                       |  |
| Christian I, duca di Sassonia-Merseburg                   |                                               | Sophie von Brandenburg                 |                                                |  |  |       |  |  |                                            |  |  |                                       |  |
|                                                           |                                               | Albrecht Friedrich, duca di Prussia    | Albrecht I, duca di Prussia                    |  |  |       |  |  |                                            |  |  |                                       |  |
|                                                           |                                               | Albrecht Friedrich, duca di Prussia    | Albrecht I, duca di Prussia                    |  |  |       |  |  |                                            |  |  |                                       |  |
|                                                           |                                               | Albrecht Friedrich, duca di Prussia    | Anna Maria von Braunschweig-Lüneburg           |  |  |       |  |  |                                            |  |  |                                       |  |
| Magdalena Sibylle von Preußen                             |                                               | Albrecht Friedrich, duca di Prussia    |                                                |  |  |       |  |  |                                            |  |  |                                       |  |
|                                                           |                                               | Marie Eleonore von Jülich-Kleve-Berg   | Wilhelm, duca di Jülich-Kleve-Berg             |  |  |       |  |  |                                            |  |  |                                       |  |
|                                                           |                                               | Marie Eleonore von Jülich-Kleve-Berg   | Wilhelm, duca di Jülich-Kleve-Berg             |  |  |       |  |  |                                            |  |  |                                       |  |
|                                                           |                                               | Marie Eleonore von Jülich-Kleve-Berg   | Maria von Österreich                           |  |  |       |  |  |                                            |  |  |                                       |  |
| Heinrich, duca di Sassonia-Merseburg                      |                                               | Marie Eleonore von Jülich-Kleve-Berg   |                                                |  |  |       |  |  |                                            |  |  |                                       |  |
|                                                           | Johann, duca di Schleswig-Holstein-Sonderburg | Christian III, re di Danimarca         |                                                |  |  |       |  |  |                                            |  |  |                                       |  |
|                                                           | Johann, duca di Schleswig-Holstein-Sonderburg | Christian III, re di Danimarca         |                                                |  |  |       |  |  |                                            |  |  |                                       |  |
|                                                           | Johann, duca di Schleswig-Holstein-Sonderburg | Dorothea von Sachsen-Lauenburg         |                                                |  |  |       |  |  |                                            |  |  |                                       |  |
| Philipp, duca di Schleswig-Holstein-Sonderburg-Glücksburg | Johann, duca di Schleswig-Holstein-Sonderburg |                                        |                                                |  |  |       |  |  |                                            |  |  |                                       |  |
|                                                           |                                               | Elisabeth von Braunschweig-Grubenhagen | Ernst III, principe di Brunswick-Grübenhagen   |  |  |       |  |  |                                            |  |  |                                       |  |
|                                                           |                                               | Elisabeth von Braunschweig-Grubenhagen | Ernst III, principe di Brunswick-Grübenhagen   |  |  |       |  |  |                                            |  |  |                                       |  |
|                                                           |                                               | Elisabeth von Braunschweig-Grubenhagen | Margarethe von Pommern-Wolgast                 |  |  |       |  |  |                                            |  |  |                                       |  |
| Christiana von Schleswig-Holstein-Sonderburg-Glücksburg   |                                               | Elisabeth von Braunschweig-Grubenhagen |                                                |  |  |       |  |  |                                            |  |  |                                       |  |
|                                                           |                                               | Franz II, duca di Sassonia-Lauenburg   | Franz I, duca di Sassonia-Lauenburg            |  |  |       |  |  |                                            |  |  |                                       |  |
|                                                           |                                               | Franz II, duca di Sassonia-Lauenburg   | Franz I, duca di Sassonia-Lauenburg            |  |  |       |  |  |                                            |  |  |                                       |  |
|                                                           |                                               | Franz II, duca di Sassonia-Lauenburg   | Sibylle von Sachsen                            |  |  |       |  |  |                                            |  |  |                                       |  |
| Sophie Hedwig von Sachsen-Lauenburg                       |                                               | Franz II, duca di Sassonia-Lauenburg   |                                                |  |  |       |  |  |                                            |  |  |                                       |  |
|                                                           |                                               | Maria von Braunschweig-Wolfenbüttel    | Julius, principe di Brunswick-Wolfenbüttel     |  |  |       |  |  |                                            |  |  |                                       |  |
|                                                           |                                               | Maria von Braunschweig-Wolfenbüttel    | Julius, principe di Brunswick-Wolfenbüttel     |  |  |       |  |  |                                            |  |  |                                       |  |
|                                                           |                                               | Maria von Braunschweig-Wolfenbüttel    | Hedwig von Brandenburg                         |  |  |       |  |  |                                            |  |  |                                       |  |
|                                                           |                                               | Maria von Braunschweig-Wolfenbüttel    |                                                |  |  |       |  |  |                                            |  |  |                                       |  |